# Basaburúa Menor
Basaburúa Menor es un valle histórico de Navarra, de la merindad de Pamplona, situado en los valles cantábricos.

## Historia
Hacia mediados del siglo XIX, el valle tenía contabilizada una población de 6180 habitantes. Aparece descrito en el cuarto volumen del Diccionario geográfico-estadístico-histórico de España y sus posesiones de Ultramar de Pascual Madoz con las siguientes palabras:

BASABURUA MENOR: valle en la prov., aud. terr. y c. g. de Navarra, merind., part. jud. y dióc. de Pamplona: sit. al NO. de dicha c., con libre ventilacion, y clima saludable. Comprende los pueblos de Beinza-Labayen, Saldias, Erasun, y Ezcurra, con las v. sueltas (*) de Goizueta, Arano, Areso y Leiza. Confina N. Santesteban de Lerin; SE. valle de Ulzama; S. Basaburua mayor; y SO. Larraun. Tiene figura casi triangular, y su terreno se halla cubierto de montañas, en las cuales brotan fuentes de esquisitas aguas para cultivo de las tierras, surtido de los habitantes y abrevadero de ganados. Hay bastante arbolado de robles, hayas y castaños, con muchos y escelentes pastos para ganados: encontrándose en algunos puntos minas de hierro de buena calidad. Aunque el suelo es naturalmente frio y de consiguiente estéril, á beneficio del estiercol y de otros abonos rinde bastantes frutos; prod.: trigo, cebada, maiz, aluvias, manzanas y castañas; sostiene ganado vacuno, mular, de lana y cabrío; y hay caza de varias especies; ind.: ademas de la agricultura y ganaderia, hay varios molinos harineros y ferr., dedicándose tambien los hab. á la filatura de lanas; pobl.: inclusa la de las v. sueltas, 868 vec. 6,180 alm.; riqueza prod.: bajo igual concepto, 1.805,168 rs. En lo antiguo solo comprendia este valle 3 v. y 2 l.: posteriormente por la ley 54 del cuaderno de las del reino del año 1757, contaba 6 v. y 2 lugares.

*Ya se dijo en otro lugar, que v. suelta significa en Navarra aquella que aunque está comprendida en un valle, se gobierna por si y de una manera independiente de las juntas del mismo.
(Madoz, 1846, pp. 63-64)